# Kembanur
Kembanur (tamil: கெம்பனூர்) är en ort i Indien.   Den ligger i distriktet Coimbatore och delstaten Tamil Nadu, i den södra delen av landet, 1 900 km söder om huvudstaden New Delhi. Kembanur ligger 349 meter över havet och antalet invånare är 500.
Terrängen runt Kembanur är varierad. Runt Kembanur är det tätbefolkat, med 613 invånare per kvadratkilometer. Närmaste större samhälle är Kāramadai, 6,5 km öster om Kembanur. Omgivningarna runt Kembanur är en mosaik av jordbruksmark och naturlig växtlighet.